# Manolo Panic
Manolo Panic ist eine Schweizer Indie-Rock Band aus dem Kanton Zürich.

## Geschichte
Manolo Panic entstand aus einer Idee von Ramon Margharitis (Gesang). Zusammen mit Laura Frei (Bass), Erwin Weiler (Keyboard) und Michael Fiedler (Schlagzeug) bespielten sie diverse grössere und kleinere Bühnen in Europa. Janick Zumofen stiess später (Leadgitarre) neu zur Band. Im Januar 2016 fand Raphael Aardoom (Bass) seinen Weg zu Manolo Panic.

## Diskografie
Album
- Chinchilla - independent (Spinnup Vertrieb) - 3. März 2017
- Helpless & Strange - Deepdive Records - 13. Dezember 2013

EP
- KYLDL - independent (iGroove Vertrieb) - 30. September 2016
- I Want You to Know - independent - 14. Februar 2010

Single
- Mary Ann - independent (Spinnup Vertrieb) - 20. Januar 2017
- Baby, Keep Your Lights Down Low - independent (iGroove Vertrieb) - 25. März 2016
- Be The One - independent (iGroove Vertrieb) - 8. Januar 2016
- Tiny Robots - Deepdive Records - 17. Januar 2014
- Seasoned Noise - Deepdive Records - 20. September 2013
- Helpless & Strange - independent - 14. Juni 2013